# رئیس (فیلم ۱۳۸۵)
رئیس نام فیلمی از مسعود کیمیایی ساختهٔ سال ۱۳۸۵ است.

## داستان فیلم
سیامک، جوانی که تا زباله شدن رفته است، فهرست بیست و پنج جوان در جیب اوست که باید به آن‌ها مواد مخدر از نوع پیشرفته‌ترین تا قدیمی‌ترین برساند. رضا، پدر سیامک، بعد از چندین سال دوری از وطن برای پدری کردن می‌آید، در حالی که خودش هنوز یک فراری است. تنها دوست دوران جوانی او که بسیار با هم چرخیده‌اند، درس خوانده‌اند، سینما رفته‌اند و بیلیارد بازی کرده‌اند، شاید هنوز او را باور کند. رضای دیگر، دوستش، یک سرهنگ شاغل و تنهاست. زن سرهنگ با دو پسرش در یک حادثه از جهان رفته‌اند. سرهنگ رضا را باور دارد که رضای قدیمی گناهکار نیست. آنچه می‌ماند عشق و عاشقیت است. رضای گناه کرده، هنوز عاشق زن از دست رفته و سقوط کرده اش، می‌تواند او را ببخشد. سیامک کتابچه نام‌های مشتری‌هایش را می‌سوزاند. سیامک عشق را در میان نام‌های کتابچه اش پیدا کرده و خط زده است. عاشقان سیاه بخت، به دنبال قطره ای از زندگی از دست رفته‌شان می‌دوند. حتی جراح پیر شده تنهای یک دوره، عشق را بنیان تازه‌شان می‌داند. جراح می‌داند، عاقبت، شکستن «رئیس» است. رئیس در برج عاج خود همه را می‌گرداند. فقط احساس زنده شدن رفاقت دو رضای رفیق مانده است که سیلی هولناک می‌شود و دست رئیس را به دستبند و سینه اش را به گلوله می‌رساند. رضا پسرش را یافته است… اما… قصه تمام نیست… قطره‌های زهر ارزانند و در انتظار… آنها.

## تیتراژ فیلم
رضا یزدانی (خواننده) تیتراژ پایانی این فیلم را با آهنگی به همین نام خوانده است. همچنین ۲ تیتراژ به نام‌های «پسر» و «پدر» برای تیراژ میانی این فیلم خوانده، که آهنگسازی هر ۳ آهنگ با رضا یزدانی (خواننده) و ترانه‌های آنها را یغما گلرویی سروده است.

## نقش‌ها
- فرامرز قریبیان در نقش رضا
- خسرو شکیبایی در نقش دکتر
- لعیا زنگنه در نقش فرشته
- ضیاء همایون در نقش سرهنگ تیموری
- پولاد کیمیایی در نقش سیامک
- داریوش ارجمند در نقش رئیس
- امین تارخ در نقش سرهنگ رضا
- مهناز افشار در نقش طلا
- شاهرخ نورمحمدی در نقش آرش
- اکبر معززی در نقش رانندهٔ کامیون
- فروردین رستمی امانی در نقش وکیل

## یادداشت فیلم
«رئیس» پس از «حکم» بیست و چهارمین ساخته مسعود کیمیایی است. در این فیلم که طبق معمول بر اساس فیلمنامه‌ای از خود کیمیایی ساخته شده پس از «تجارت» بار دیگر فرامرز قریبیان به عنوان قهرمان اصلی ایفای نقش کرده است. پولاد کیمیایی که پس از «تجارت» در فیلم «حکم» توانایی‌هایش را به معرض نمایش گذاشت در این فیلم در نقشی استثنایی ظاهر شده است.
لعیا زنگنه و مهناز افشار برای اولین بار حضور در سینمای کیمیایی را تجربه می‌کنند.
خسرو شکیبایی پس از «خط قرمز» (۱۳۶۱) و «حکم» (۱۳۸۳) برای سومین بار در نقش کوتاهی کیمیایی را همراهی کرده و امین تارخ که «سرب» (۱۳۶۷) ظاهر شده بود برای دومین بار در فیلمی از کیمیایی ظاهر شده است.
کیمیایی خود دربارهٔ این فیلم نوشته است:
مهم این نیست که فیلم رئیس «به شماره» چندمین کار من است. مهم این است که فیلم رئیس یا هر فیلم دیگری در کدام برش از تحولات اجتماعی امروز جاگیر می‌شود.
اگر فیلم رئیس یا هر فیلم دیگری در این جاگیری اجتماعی خودش تسلیم اضطرابات اجتماعی نشود و بتواند اضطراب را نقد کند به ماندگاری در حیطه «نقد اجتماعی» نزدیک می‌شود.
بهتر آن است که یک منتقد فیلم در مقابل اثری اجتماعی، بتواند جامعه به روزش را نقد کند، اما داوری و نقد اجتماعی به سختی می‌تواند به روز باشد چون با دو فرایند مهم، جدا از هم، اما به شدت محتاج هم روبروست. فرایندهای دریافت و تشریح.
دریافت اثر به وسیله منتقد، به دلیل دریافت که یک امر خصوصی است می‌تواند، مستقیم، کارساز، پیش‌بینی‌کننده و تأثیرگذار باشد. می‌تواند با مخاطبش در ایستگاه هاییبه ملاقات‌های دانسته گی و ضرورت برسد، اما در مقوله تشریح، منتقد درگیر مناسبات ممیزی در مطبوعات و سایر مراجع دیگر بشود و دریافتش را نتواند بنویسد. این به واسطه جامعه در حال دگرگونی، مضطرب و مسئله دار که دائم در حال تغییرات اجتماعی است به وجود می‌آید.
فیلم فکاهی و کمدی از نوع فیلم‌های متداول سر راست احتیاجی به نقد ندارد. فیلم چهارشنبه سوری از این مقوله جدا است چرا که به یک ساختهٔ هنرمندانه می‌رسد و شاید چندین استثنای دیگر.
جامعه با فیلم‌های این چنانی به سرعت به Identificationمی‌رسد (که به غلط همذات پنداری فارسی شده است) این یکی پنداری، تصور یکی شدن در فیلم‌های جدی و جامعه نگر به سختی به وجود می‌آید.
در این حال، بعضی از نویسندگان سینمایی کم‌کار و کم نوشته می‌شوند و بعضی‌ها به خاطر حیات یک نشریه گرفتار می‌شوند و به خاطر این که حضور خود را اعلام کنند به چرک گویی و کثیف‌نویسی می‌رسند و به دلیل ناتوانی در نزدیک شدن به اثر، به زندگی خصوصی و رفتارهای کارگردان و بازیگر که بیشتر حاصل تخیلات بیمارگونه است، می‌پردازند. این نگاه تسری پیدا می‌کند به دوستار سینما و هنرمند هنوز بیان نشده، که بیشتر شهرستانی است. خود به خود این استعدادهای تازه فیلم شان می‌شود خستگی در کردن، لبخند زدن و در تاریکی ساکت شدن. نویسنده سینمایی که هیچ‌گاه فیلمساز نشده و بسیار هم تجربه‌های کناری سینما را از نوشتن تا تیتراژ داشته است، چطور می‌تواند با واژه‌های اجتماعی در این مقوله به تظاهر بپردازد؟
دو فیلم بزرگ از داریوش مهرجویی عزیزم که بسیار زیبا هستند و استادانه ساخته شده‌اند در این حرکت‌های ارزان‌نویسی سینما، در این نفهمی‌های سینمای اجتماعی و اضطرابات اطراف آن ضربه خوردند. «بانو» و «بمانی». در رأی‌گیری اینان مدتی به تاریکی رفتند.
می‌ماند نقد، خود نقد. منتقد از نقد شدن نمی‌هراسد، چون مقوله نقد عزیز و مرتبه دار است. فارسی خوب و فخار. قضاوت گری‌های مسئول و یاددهنده و اینکه تا چه اندازه به معرفت دریافت معتقد باشد، می‌شود معلم. منتقدی که خودش و اثر را در نوشته اش منعکس شده می‌بینی و در پنهان احترامش می‌کنی.
منتقد در راه سنخیت تبدیل دریافت به تشریح، سلامت می‌گذرد. تشریحی که در تقابل دریافت، با یک جراحی کوچک و کمتر خون ریز به زبان نقد می‌رسد. نقدی که در بررسی دوران قرار نگیرد و با یک بار حضور در چاپ تاریک شود چه حاصلی دارد.
برای فیلم رئیس نوشتن و گفتن می‌ماند برای بعد.

## بازخورد
منتقدان نظر مثبتی دربارهٔ این فیلم نداشتند، به خصوص موضع ضد زن کیمیایی در این فیلم. مهدی فاتحی( نویسنده) در روزنامه اعتماد دربارهٔ این فیلم نوشت:
... نکته جالب فیلم «رئیس» که شاید بتوان به‌طور متمایز از فیلم‌های دیگر کیمیایی راجع به آن حرف زد، زن‌های فیلم رئیس هستند. دو زن در نقش محوری فیلم حضور دارند که با تمام گنگ بودن داستان و به نتیجه نرسیدن در انتهای فیلم، از خرده روایات فیلم علاوه بر اسم‌های شان، می‌فهمیم که تعدادی از حوادث داستانی حول این دو شخصیت می‌گردد. زنانی که نام‌های شان گویای تمامی کارکردشان در فیلم است: یکی «فرشته» و دیگری «طلا». «فرشته» کسی که از ابتدا عاشق یکی از مردان فیلم شده و بعد از سال‌ها که مرد ازدواج کرده و به خارج کشور رفته است به او وفادار مانده است و حتی کت و شلوار قدیمی اش را هنوز در داخل کمد با اتو و ادکلن نگهداری می‌کند)، (ضمنا از عشق و غم دوری او نیز رو به اعتیاد آورده و حالا که مرد بعد از سال‌ها به ایران آمده و می‌گوید همسرش مرده، حاضر است دست از اعتیاد بردارد و هر کاری که او بگوید انجام دهد) باز هم علامت تعجب (یک زن فرشته برای مرد اسطوره یی و بی گناه فیلم که در انتها با شلیک یک تیر در یک میهمانی چند صد نفری که همه مامورهای رئیس هستند پسرش را از میان مامورها و قفس چند سگ هار نجات می‌دهد تا همه زن‌ها به فرشته غبطه بخورند و کودکان رؤیای شان را در فیلم مجسم کنند.
«طلا» نام زن دوم فیلم است که با ثروت عظیمی که دارد چشم هر مرد جنم داری را کور می‌کند) از نظر فیلم جنم دار کسانی هستند که آدم می‌کشند، هîوار می‌کشند و با دست و پای تیرخورده از دست دشمن فرار می‌کنند و تازه چند تایی از آنها را هم لت و پار می‌کنند و بقیه جوان‌های فیلم یا قاچاق فروشند یا رقاصه و الکی خوش، (طلای فیلم با نقش خنثایی که دارد یا پول معالجه مرد را می‌دهد یا با لب‌های دوا گلی زده از مردش می‌خواهد که آدم بدهایی که او را کتک زده‌اند را ببخشد و زودتر با او ازدواج کند.
«طلا» و «فرشته» دو نمود زن ایده‌آل برای مرد ایرانی) و شاید زن ایرانی (که گاهی هر دو را باید با هم داشته باشند یا گاهی یکی را به قیمت دیگری رها می‌کنند و تا به آخر غïر نداشتن آن یکی را به زن می‌زنند…